# Naturschutzgebiet Alte Ruhr-Katzenstein
Das Naturschutzgebiet Alte Ruhr-Katzenstein ist ein erstmals per ordnungsbehördlicher Verordnung durch die Bezirksregierung Arnsberg 1950 ausgewiesenes Naturschutzgebiet (NSG) in Hattingen, Ennepe-Ruhr-Kreis, Nordrhein-Westfalen (NSG EN-003). 1988 erfolgte eine erneute Ausweisung durch die Bezirksregierung und 1998 eine dritte Ausweisung durch den Landschaftsplan Raum Hattingen / Spockhövel. Es befindet sich im Gebiet zwischen Burg Blankenstein und Steinenhaus. Es umfasst einen Altarm der Ruhr und den Katzenstein. Der Altarm wird durch den Pleßbach gespeist. Das NSG geht im Norden bis an die Ruhr und die Stadtgrenze von Hattingen. Auch im Osten geht das NSG bis zur Stadtgrenze. Das NSG wird durch die L 924 und L 551 in drei Teile geteilt. Die nur noch für touristische Zwecke genutzte Bahnlinie Hattingen – Hagen der 'Mittleren Ruhrtalbahn' verläuft in West-Ost-Richtung am Auenrand. Das Gebiet wird im Südosten von einer Hochspannungsleitung gequert. Das Haus Kemnade liegt wie eine Insel im NSG, während Burg Blankenstein knapp außerhalb des Schutzgebietes liegt. Teilweise schließt sich direkt an das NSG die Bebauung an.

## Gebietsbeschreibung
Am Berg Katzenstein befindet sich ein Hainsimsenbuchenwald. Eingestreut in den Bestand sind Eichen, Birken, Hainbuche, Fichten, Lärchen und Kiefern vorhanden. Die Strauchschicht im NSG wird von Ilex-Beständen dominiert. Die westlich des Katzensteins gelegenen Ruhrsteilhänge sind überwiegend mit einem älteren Buchenbestand bestockt. Die Ruhrsteilhänge sind durch einige tief eingeschnittene Siepen gegliedert, die temporär wasserführende Bäche ohne typische Vegetation aufweisen. Die Ruhraue im NSG wird landwirtschaftlich als Wiese genutzt. Früher vorhandene Äcker und Weiden sind in intensiv genutzte Wiesen umgewandelt worden. Im Grünland befinden sich einige Flutmulden auf. Zur Ruhr hin liegen Buhnen. Es gibt kaum Gehölze in der Aue nur am Ostrand stockt eine lückige Hecke. Westlich der Kemnader Straße liegt ruhrbegleitend ein 60 bis 120 m breiter Grünlandstreifen mit einer Brunnenreihe zur Wassergewinnung, die am Ostrand in eine von jüngeren Gehölzen und älteren Rosskastanien umgebene Brunnenanlage übergeht. Im Süden der Aue liegt auf beiden Seiten der Kemnader Straße ein Altarm, der bei Hochwassern der Ruhr überflutet wird. Hier wachsen Röhrichtbestände und eine großflächige, vom Drüsigen Springkraut beherrschte, nasse Hochstaudenflur. Lokal stocken Weichholzbestände und stellenweise viel Riesen-Bärenklau. Südlich der Bahnlinie speist der Plessbach den Altarm mit Wasser. Verlandungszonen mit Schwadenröhrichten, Rohrglanzgrasbeständen und ausgedehnte Dickichte des Breitblättrigen Rohrkolbens sind hier zu finden.
Im Schutzgebiet sind eine große Zahl von seltenen und besonders schützenswerten Vogelarten heimisch. Hervorzuheben sind (in Klammern: Einstufung in der regionalen Roten Liste (2016)): Bekassine (RL1), Flussuferläufer (RL0), Kiebitz (RL1), Krickente (RL3), Kleinspecht (RLV), Löffelente (RL3), Waldlaubsänger(RL3), Rebhuhn (RL1), Steinkauz (RL2), Tafelente (RL1), Teichhuhn (RLV) und Wiesenpieper (RL1). Von den im Gebiet heimischen übrigen seltenen Tierarten (gemäß Roter Liste (2011)) wären zu nennen:
Laubfrosch (RL0), Teichfrosch (RL1) und Ringelnatter (RL3).

## Schutzzweck
Das NSG wurde zum Schutz der Hangwälder und der Ruhraue mit Altarmresten ausgewiesen. Ferner zur Erhaltung zum Teil gefährdeter Pflanzen- und Tierarten, insbesondere der Altarmreste als bedeutender Rückzugsraum und zur Wiederherstellung einer naturnahen Auenlandschaft mit extensiven Nutzungsformen.

## Gebote und Verbote im NSG
Zu den normalen Geboten und Verboten in Naturschutzgebieten im Landschaftsplangebiet gibt es für das NSG zusätzliche. Es wurden fünf Verbote für das NSG festgesetzt:
- Die Ausübung der Fischerei in der Zeit vom 1. Januar bis 30. Juni mit Ausnahme am Pleßbach unterhalb der Fußgängerbrücke beim ehemaligen Haltepunkt Blankenstein-Burg.
- Die Durchführung von Treib- und Gesellschaftsjagden.
- Das Anlegen oder Verankern von Booten am Bachufer.
- Die Endnutzung der Waldbestände mit Kahlschlägen von über 0,3 ha zusammenhängender Fläche und eine andere Endnutzung der Waldflächen entlang von Bachläufen beidseitig von jeweils 14 m. Unberührt bleibt die Einrichtung einer Naturwaldzelle.
- Wiederaufforstungen mit Nadelgehölzen und nicht bodenständigen und nicht standortgerechten Laubgehölzen.

Ferner wurden acht Gebote für das NSG festgesetzt. U.a. soll die mittelfristige Umwandlung der Ackerflächen in extensiv genutztes Grünland erfolgen. Einrichtung einer Naturwaldzelle unter Ausschluss jeglicher forstlichen Bewirtschaftung am Ruhrhangwald. Im Wald außerhalb der geplanten Naturwaldzelle soll einen naturnahe forstwirtschaftliche Nutzung mit femel- oder plenterartiger Bewirtschaftung mit Einhaltung einer möglichst hohen Umtriebszeit von ca. 160 Jahren für die Buche und ca. 180 Jahren für die Eiche stattfinden. Beendigung der Abwassereinleitung unterhalb der Burg Blankenstein und Verbesserung der Wasserqualität des Pleßbaches.

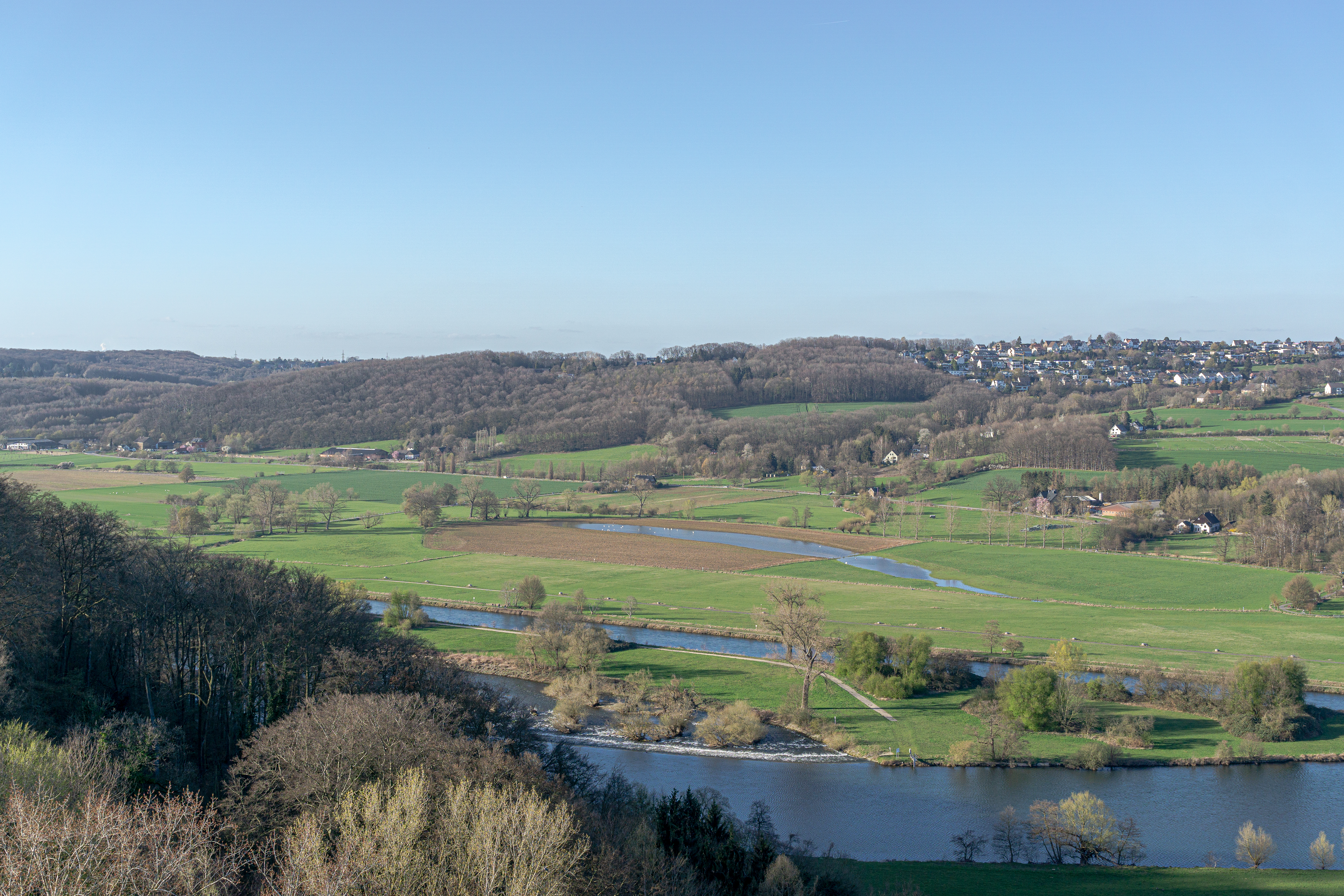
Nordwestbereich des NSG
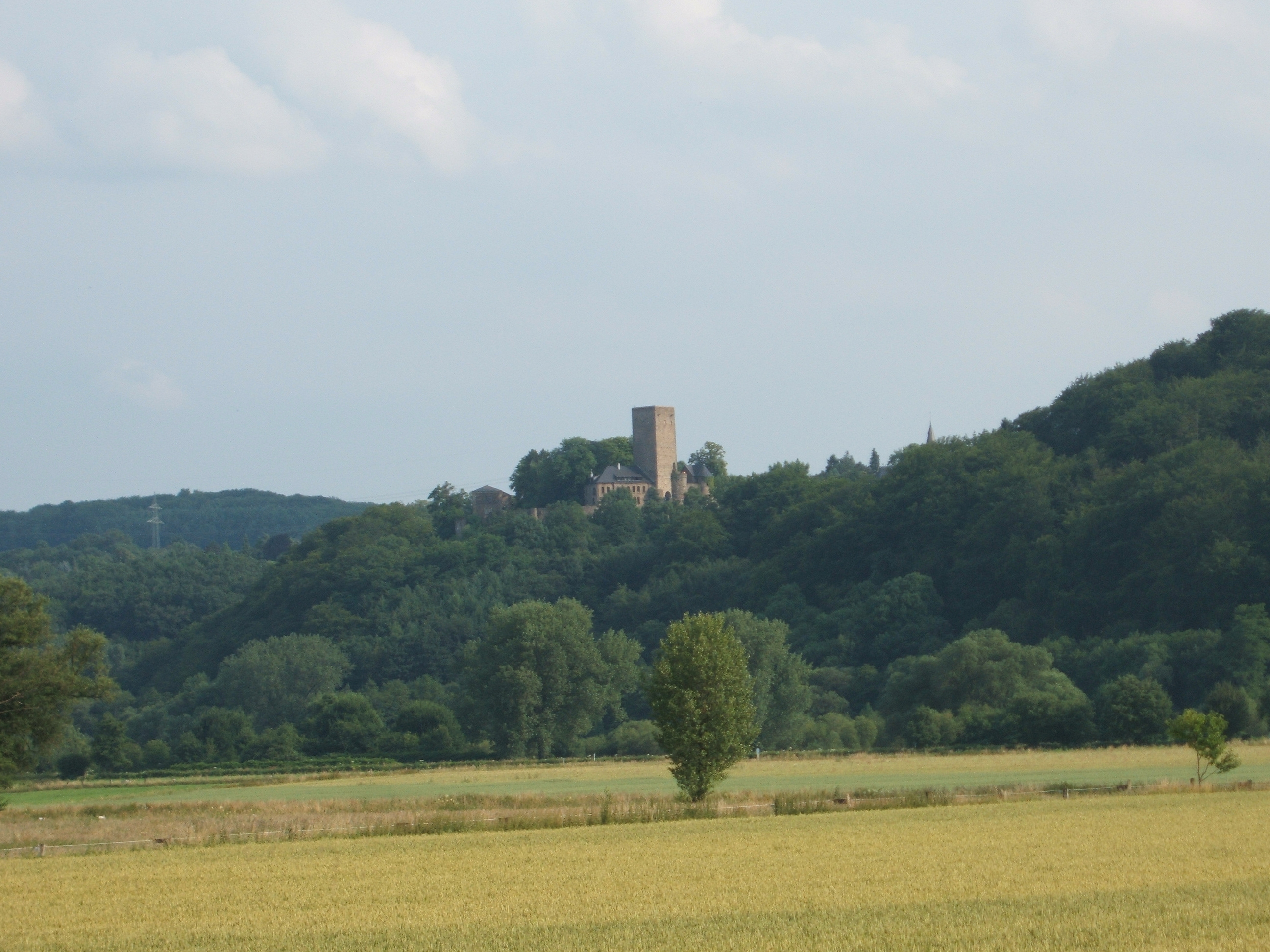
Burg Blankenstein mit Teilen des NSG
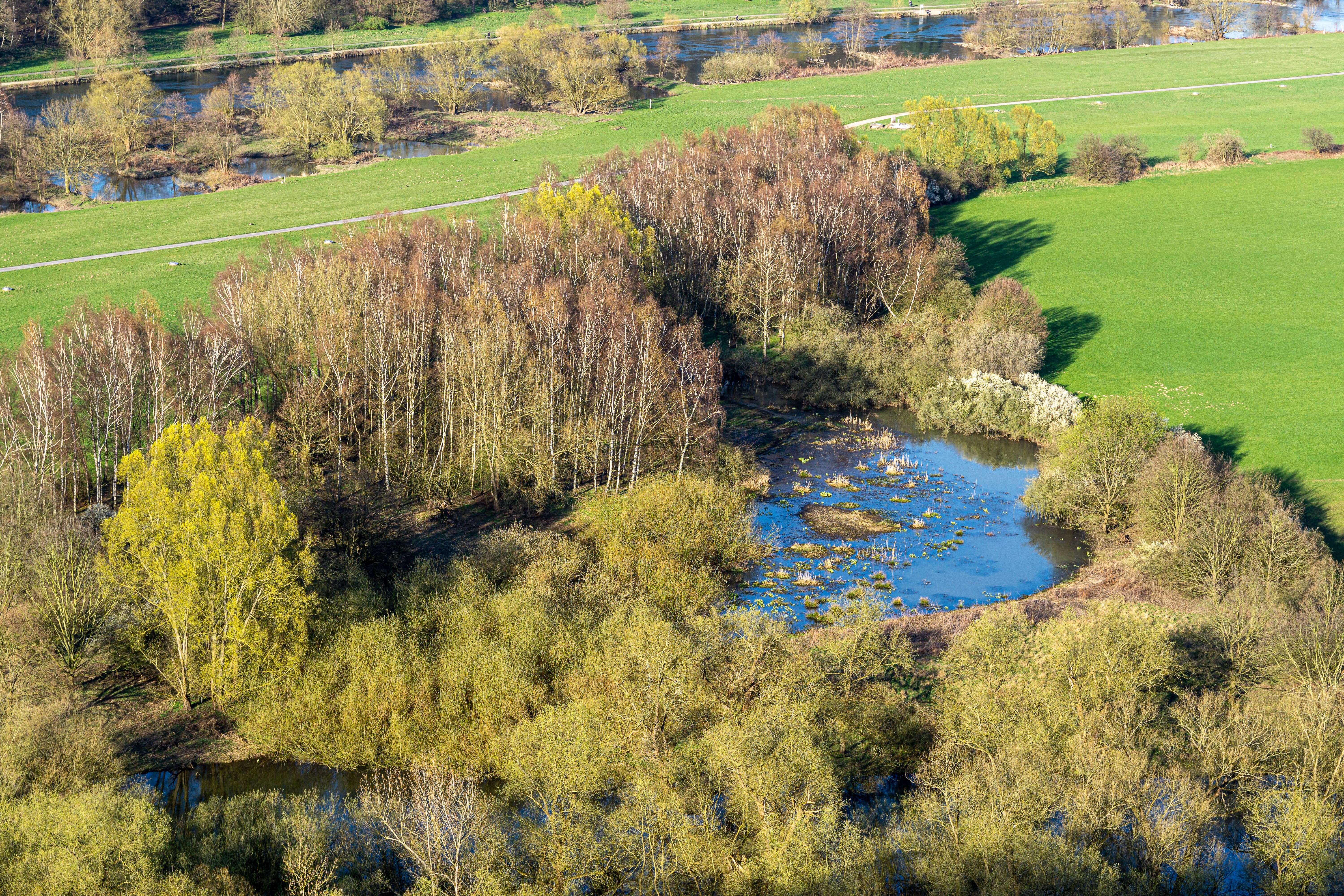
Blick von Burg Blankenstein auf ein Feuchtgebiet in der Ruhraue
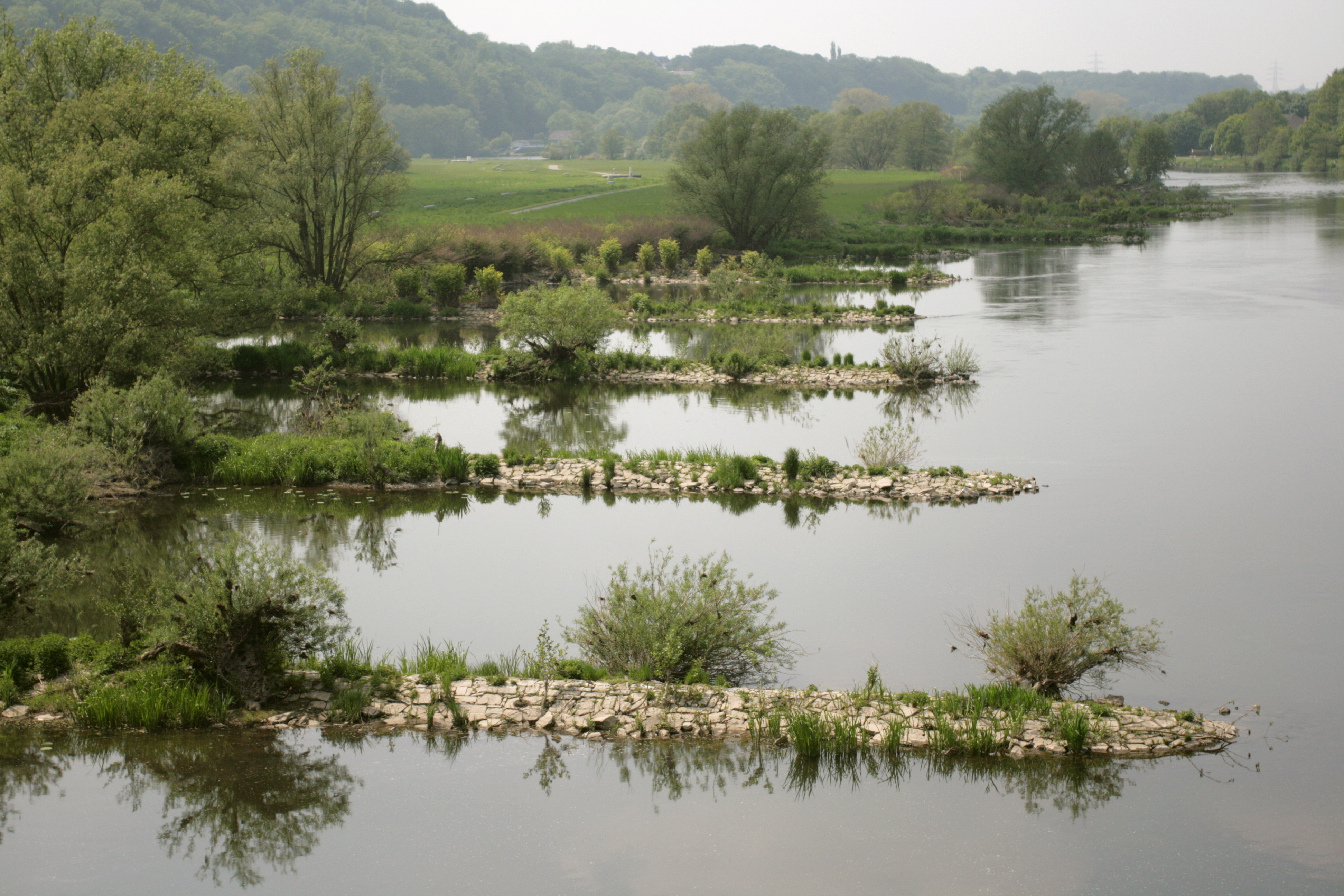
Buhnen auf der Südseite der Ruhr im NSG
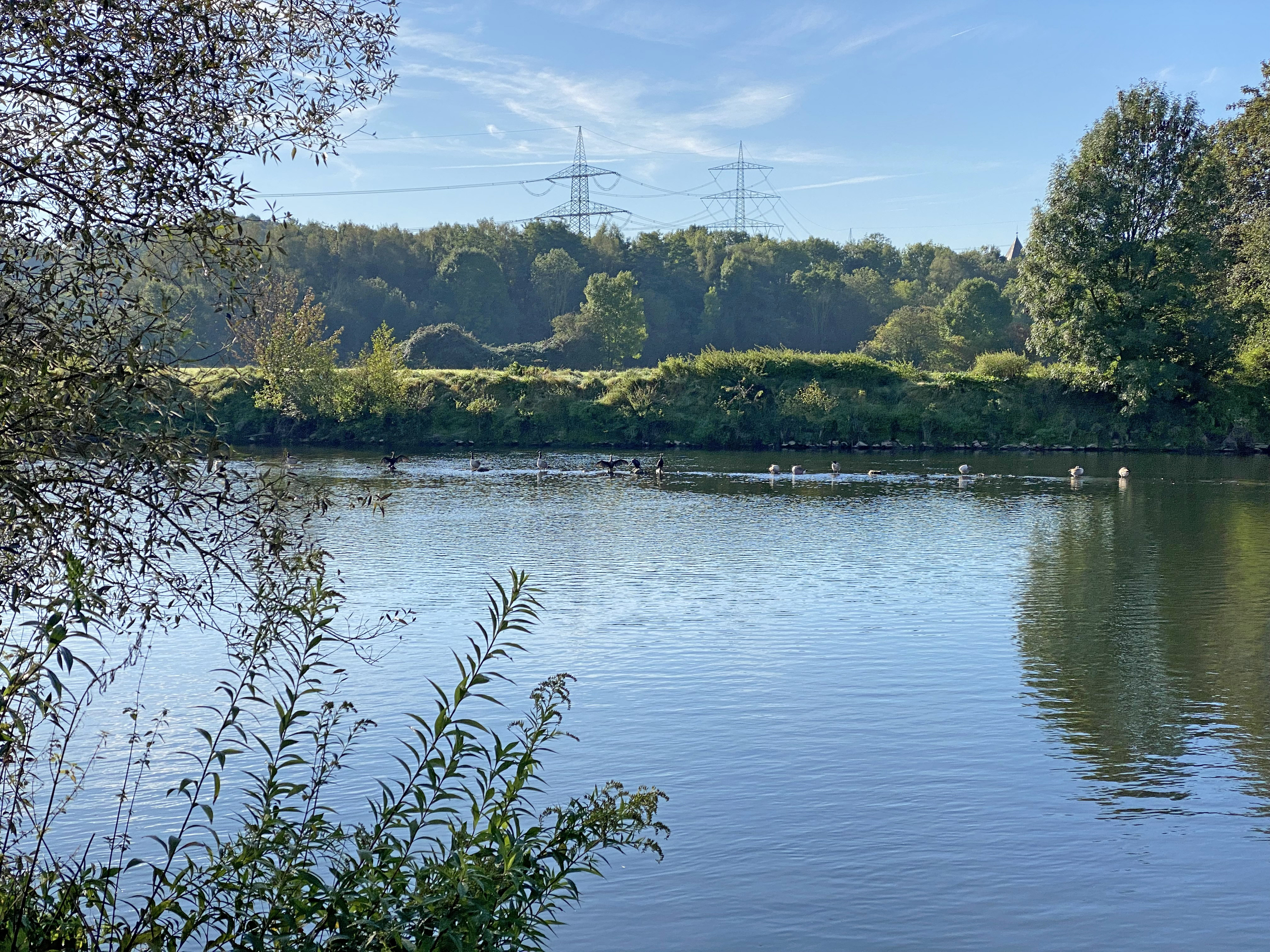
Kormorane in der Ruhr
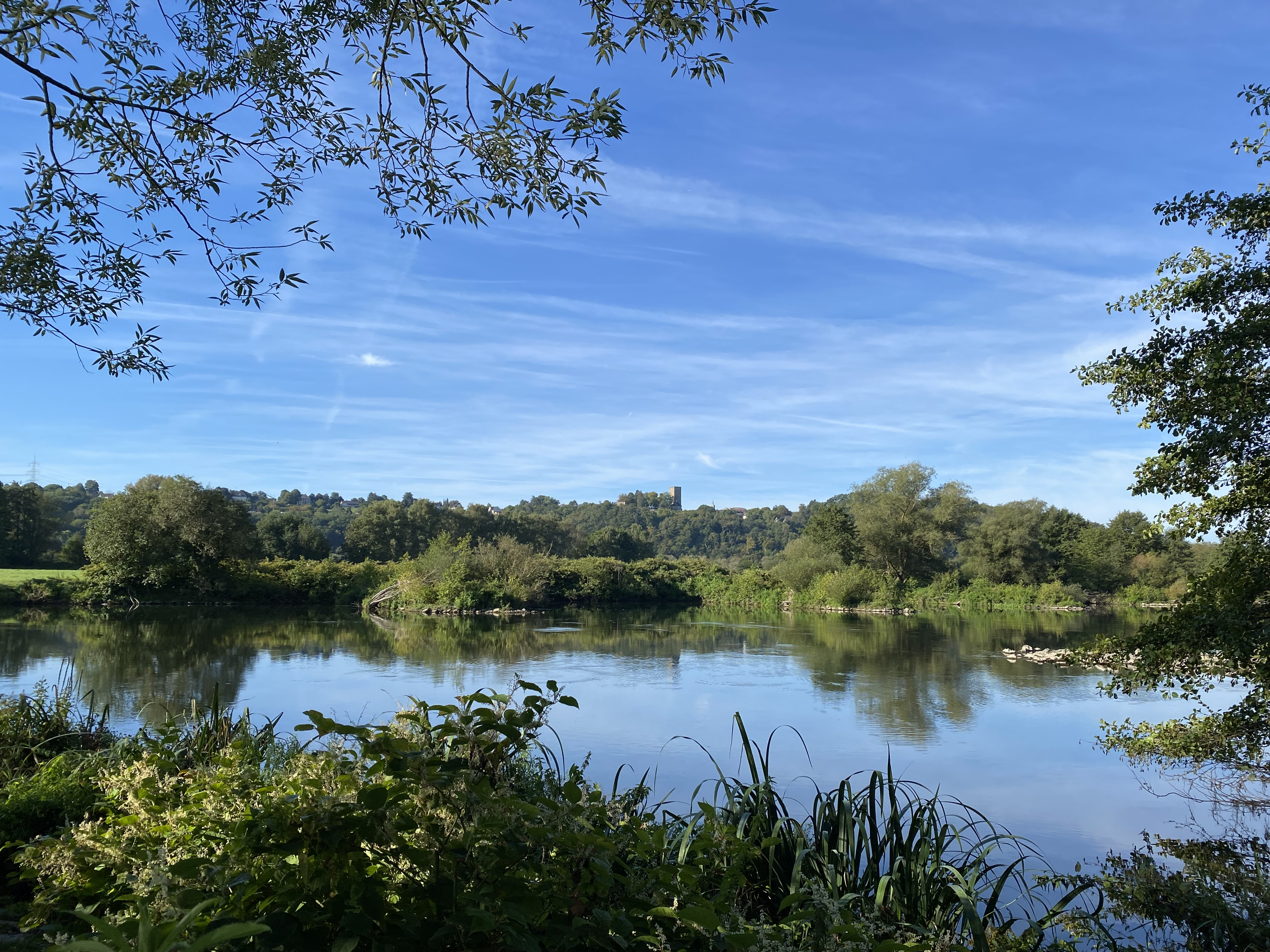
Ruhrufer im NSG
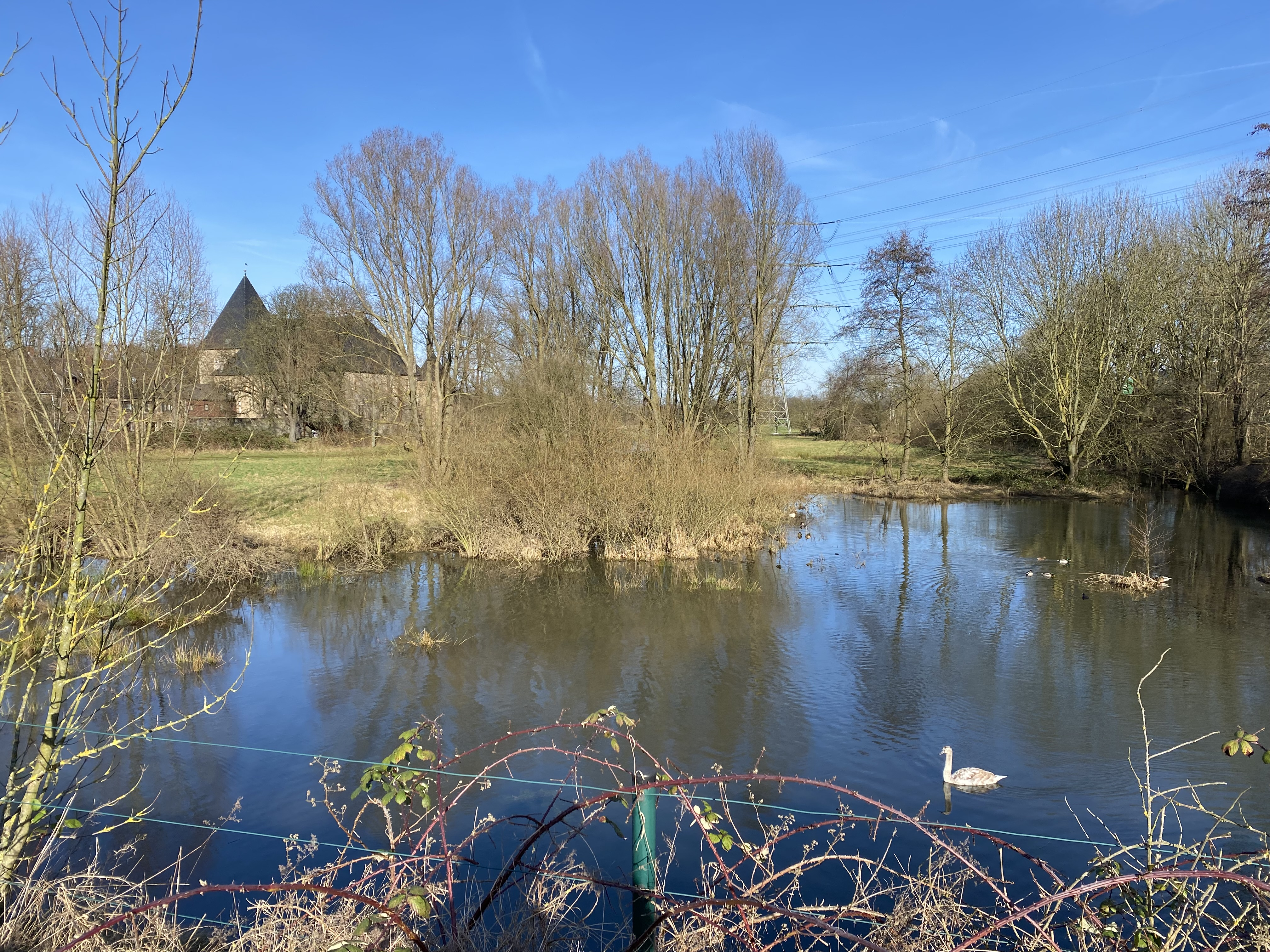
Altruhrarm  bei Haus Kemnade
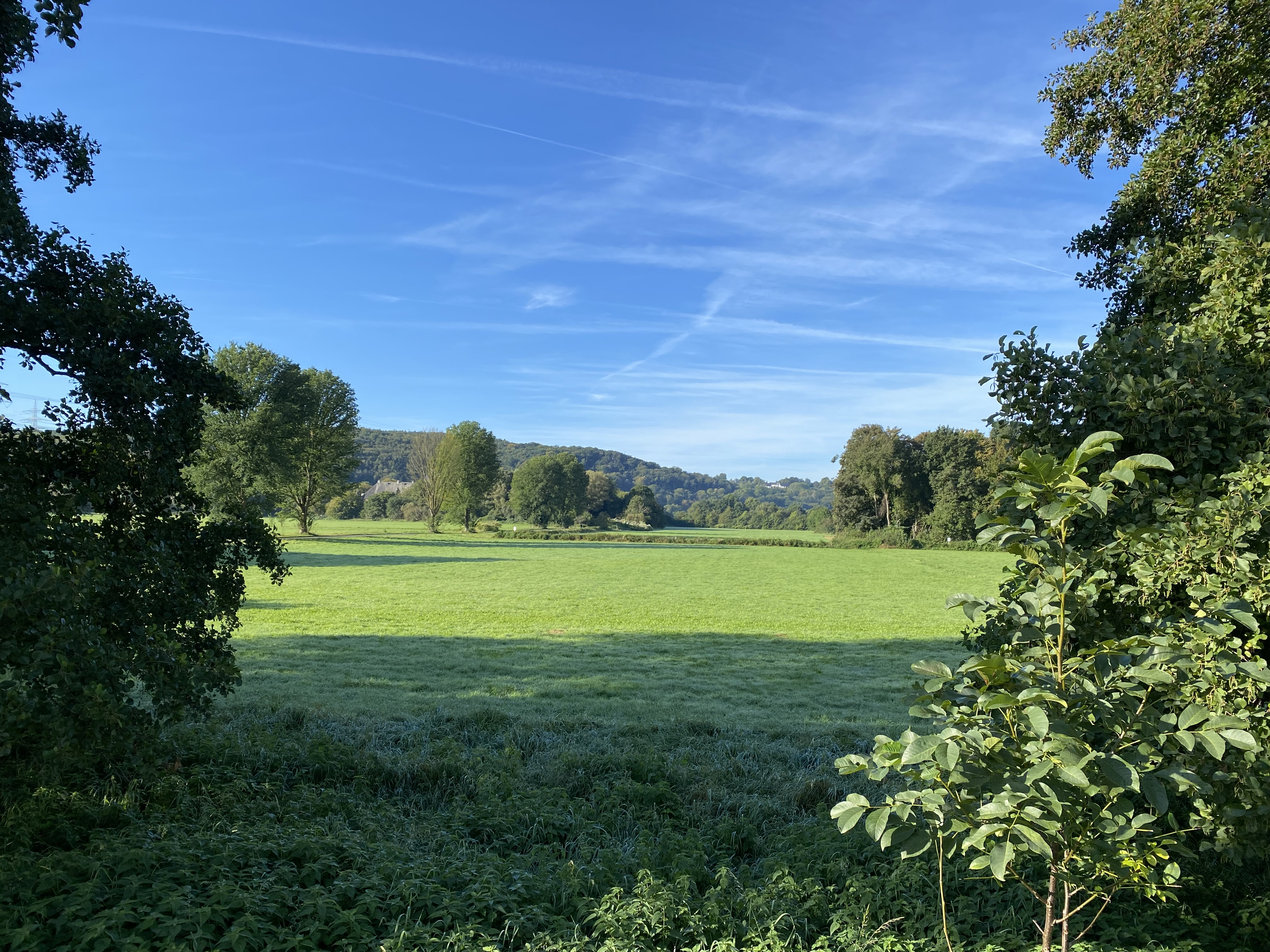
Östlicher Teil des NSG bei Haus Kemnade
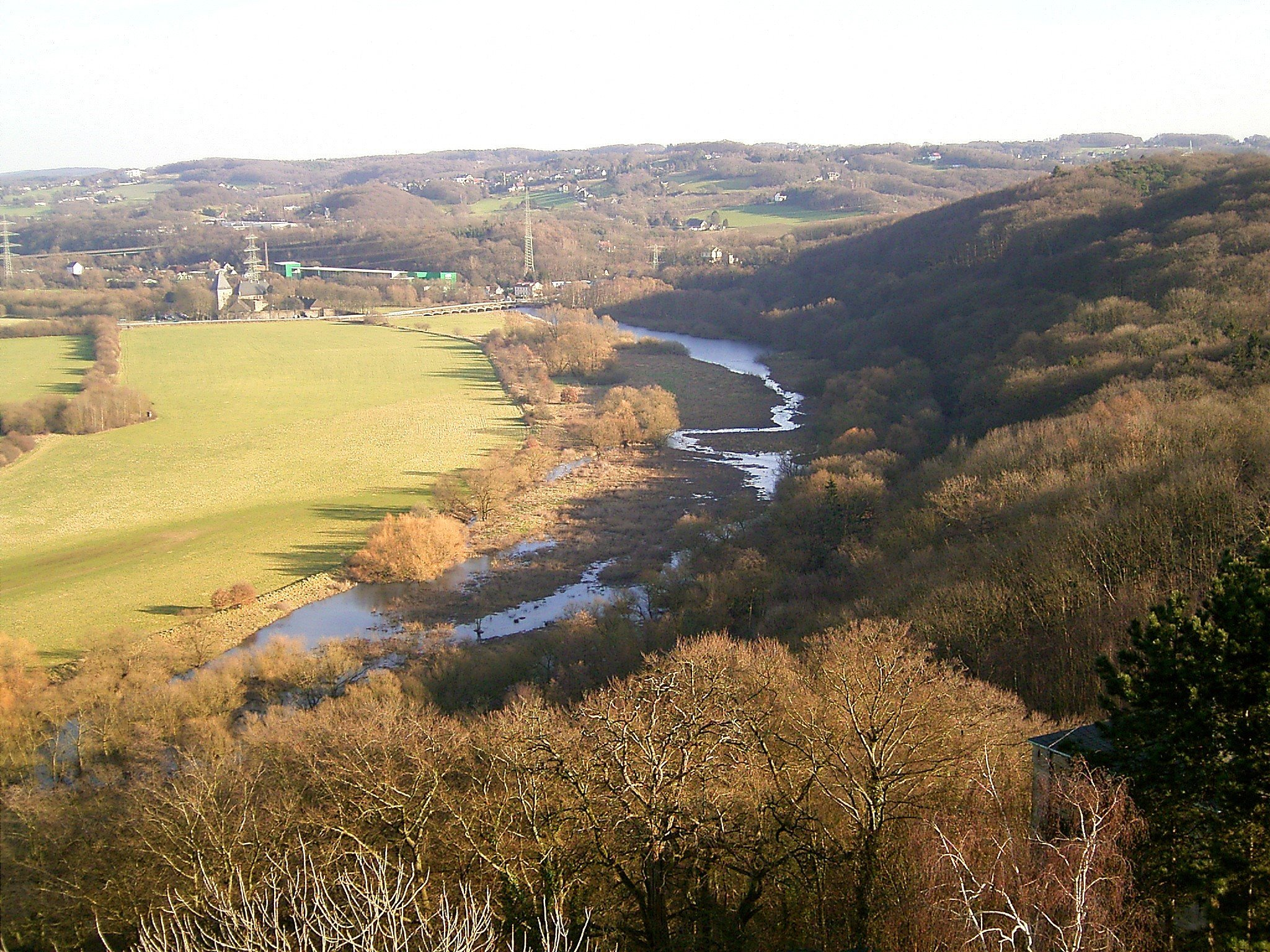
Blick von Burg Blankenstein auf Altruhrarm und Katzenstein
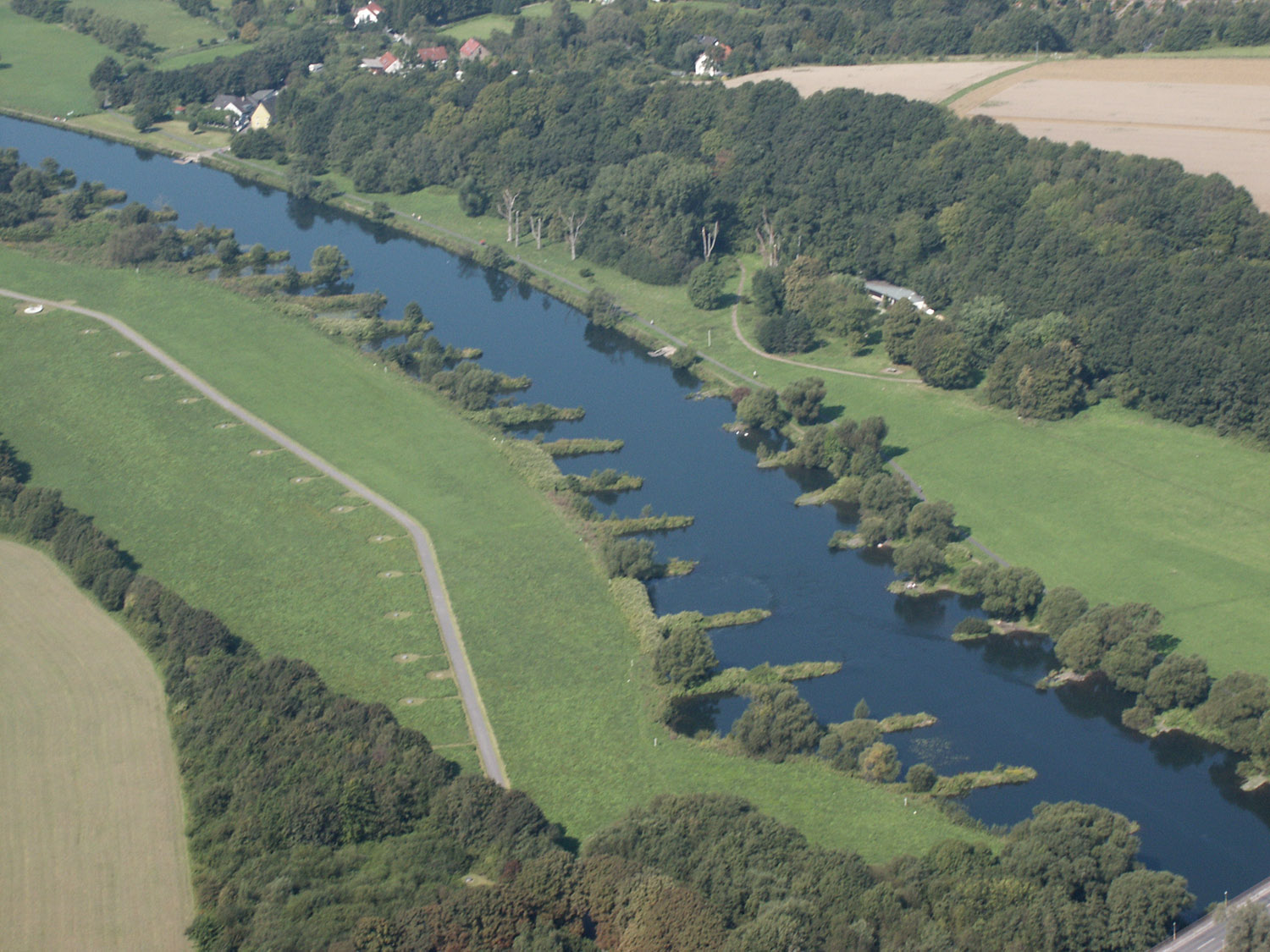
NSG zwischen Ruhrbrücke Kemnader Straße und Alter Fähre